# São João (São Tomé i Príncipe)
São João és una localitat de São Tomé i Príncipe. Es troba al districte d'Água Grande, al nord de l'illa de São Tomé. La seva població és de 1.964 (2008 est.). Limita al sud amb Pantufo i a l'oest amb Almeirim.

## Evolució de la població
| 2001  | 2008  |
| 1.723 | 1.964 |